# Histaspes (filho de Xerxes I)
Histaspes foi um príncipe do Império Aquemênida e sátrapa da Báctria, sendo o terceiro ou segundo filho de Xerxes I com Améstris.

## História
Xerxes I, filho de Dario I, casou-se com Améstris, filha de Otanes, e teve vários filhos; o primeiro, Dario, seguido, dois anos depois, por Histaspes e Artaxerxes I, e duas filhas, uma chamada Rodoguna e outra Amitis, o mesmo nome de sua avó. De acordo com Diodoro Sículo, Histaspes era o terceiro filho de Xerxes I.
Quando Artabano assassinou Xerxes, foi atrás dos seus filhos; Dario e Artaxerxes estavam vivendo no palácio, mas Histaspes estava na Báctria, onde era sátrapa. Artabano contou a Artaxerxes que Dario havia assassinado o próprio pai e estava assumindo o reino; aconselhando Artaxerxes a punir o assassino do pai, e fez Artaxerxes matar Dario, com ajuda dos seus guarda-costas. Artabano em seguida chamou seus filhos, atacou e feriu Artaxerxes, mas ele não foi seriamente ferido, contra-atacou e matou Artabano. Artaxerxes, assim, tornou-se o novo rei da Pérsia.
De acordo com Ctésias de Cnido, a Báctria se revoltou contra Artaxerxes I logo após sua ascensão, e o nome do seu sátrapa era Artabano. Historiadores modernos supõem que a revolta da Báctria foi liderada por Histaspes, irmão do rei.